# توني بارو
توني بارو (بالإنجليزية: Tony Barrow)‏ هو لاعب دوري الرغبي بريطاني، ولد في 19 أكتوبر 1971، وتوفي في 16 مارس 2017 بسبب سرطان.